# پراواستاتین
پراواستاتین(به انگلیسی: Pravastatin) که با نام تجاری Pravachol فروخته می‌شود، یک داروی از دسته استاتین‌ها است که برای پیشگیری از بیماری‌های قلبی عروقی در افراد در معرض خطر و برای درمان چربی‌های غیرطبیعی استفاده می‌شود. باید همراه با تغییر رژیم غذایی، ورزش و کاهش وزن استفاده شود. شکل مصرفی این دارو خوراکی است.
عوارض جانبی رایج شامل درد مفاصل، اسهال، حالت تهوع، سردرد و دردهای عضلانی است. عوارض جانبی جدی ممکن است شامل رابدومیولیز، مشکلات کبدی و دیابت باشد. استفاده در دوران بارداری ممکن است به جنین آسیب برساند. مانند تمام استاتین‌ها، پراواستاتین با مهار HMG-CoA ردوکتاز، آنزیمی که در کبد یافت می‌شود و در تولید کلسترول نقش دارد، عمل می‌کند.
پراواستاتین در سال ۱۹۸۰ ثبت اختراع شد و در سال ۱۹۸۹ برای استفاده پزشکی تأیید شد. این دارو در فهرست داروهای ضروری سازمان جهانی بهداشت قرار دارد. این دارو به عنوان یک داروی ژنریک در دسترس است. در سال ۲۰۱۹، با بیش از ۲۰ میلیون نسخه، سی و دومین داروی رایج در ایالات متحده بود.

## تداخلات دارویی
برخی داروهایی که نباید با پراواستاتین مصرف شوند در زیر فهرست شده‌اند. باید توجه داشت که همه تداخلات تنها به موارد زیر خلاص نمی‌شود:
- سایمتیدین (Tagamet)
- کلشیسین (Colcrys)
- سیکلوسپورین (Neoral, Sandimmune)
- کتوکونازول (Nizoral)
- داروهای کاهش دهنده کلسترول اضافی مانند: فنوفیبرات (Tricor)، جمفیبروزیل (Lopid)، کلستیرامین (Questran, Questran Light, Cholybar) و نیاسین (نیکوتینیک اسید، Niacor, Niaspan).
- مهارکننده‌های خاص پروتئاز HIV مانند: لوپیناویر و ریتوناویر (Kaletra) و ریتوناویر (Norvir) مصرف شده با داروناویر (Prezista) و اسپیرونولاکتون (Aldactone).

ترکیب فنوفیبرات با پراواستاتین برای استفاده در اتحادیه اروپا تأیید شده‌است.